# عبد الله الجعيثن
عبد الله الجعيثن (1950 - 19 أكتوبر 2022م)، هو كاتب وأديب سعودي ولد في القصب في منطقة الرياض عام 1950م (1370هـ. كتب زاوية (بعد التداول) في جريدة الرياض السعودية، وألف أكثر من خمسين كتاباً أغلبها في الشأن الاجتماعي. توفي في 19 أكتوبر عام 2022م.

## حياته
بدأ الكتابة وهو طالب في الثانوي عبر برنامج (ياأخي المسلم) وتعاون مع الإذاعة السعودية لمدة 25 سنة قدم خلالها برامج متنوعة يومية وأسبوعية في إذاعتي جدة والرياض.
كتب في العديد من الصحف والمجلات داخل المملكة وخارجها ومنذ عام 1982م وهو يكتب في جريدة الرياض موضوعات اجتماعية واقتصادية. 
توظف مبكراً بشهادة الكفاءة وانتسب للدراسة ثم انتظم في السنة الثالثة بكلية اللغة العربية التي عٌيِّن معيداً فيها بمجرد تخرجة، طلب نقلة من وظيفة معيد فنقل سكرتيراً للمعهد العالي للقضاء، وبعد 8 سنوات استقال وتفرغ للكتابة وتجارة الأسهم.
تداول في الأسهم السعودية والعالمية منذ عام 1979م ولشدة هوايته لها ثقف نفسه ذاتياً بقراءة مراجع المحاسبة والاقتصاد، ساعده على ذلك عمله محاسباً 5 سنوات في وزارة الحج والأوقاف (وزارة الحج والعمرة حاليا) حين نال شهادة الكفاءة المتوسطة. ألف أكثر من خمسين كتاب أكثرها اجتماعية عدا (كيف تستثمر أموالك في الاسهم) نشره عام 1992 ونفد ولم يعد طبعه للمتغيرات الكبيرة في الأسواق.

## تقريض
عده النقاد من كتاب المقالة الاجتماعية البارزين، وأقرب كتاب المقالة الصحافية إلى الأسلوب الأدبي، تميز بإنتاجه الغزير حينما قدم للمكتبة العربية أكثر من 50 مؤلفا كتبها بأسلوب أدبي راق، وخلال 30 عاما مارس الركض في مضمار الإعلام المقروء والمسموع ونجح في القفز فوق حواجز الكتابة، وطاف في ميادين السعادة والحب والاقتصاد والأسهم، اقتنى ميكرفونا خاصا به ونفخ فيه صفير العواطف وزفير القلوب وأحلام النفس، ونقش بقلمه أوجاع المحبين والباحثين عن السعادة وفن الاستمتاع بالحياة، وقدم دليلا عن الحب والبغض بين الرجل والمرأة، ورصد أصوات الغزل بحثا عن صوت أنثوي فيها، كما طرح قاموسا للسعادة من خلال تجارب في مضمارها الكبير.

## الأعمال
عرف عن عبد الله الجعيثن أنه من النادر جدا أن يكتب في مناسبة ما إلا أن مؤلفاته التي وصلت إلى 51 مؤلفا تجعله أكثر الكتاب السعوديين تأليفا ونهج لنفسه أسلوبا خاصا به وميزه.ومن أبرز أعماله: دليل الحب والبغض بين الرجل والمرأة، والغزل بصوت أنثوي، وتجاربهم مع السعادة (3 أجزاء)، وجرح حمامة بيضاء، وفن الاستمتاع بالحياة، وذكريات ضاحكة (جزءان)، وصور من حياة امرأة، والإهمال عدو الحياة الزوجية، ومشاكلة وحل (3 أجزاء)، للوطن، وكيف تستثمر أموالك في الأسهم.. وغيرها كثير كانت هي محصلة 30 عاما.
- «شعر الدعوة الإسلامية في العصر العباسي الأول». تاريخ النشر: 1394هـ، 1974م
- «الشعر الإسلامي في العصر العباسي الأول». تاريخ النشر: 1403هـ، 1983م
- «رؤية اجتماعية». تاريخ النشر: 1406هـ، 1986م
- «للوطن». تاريخ النشر: 1406هـ، 1986م
- «رؤية إسلامية». تاريخ النشر: 1406هـ، 1986م
- «ليلة زفاف أم نوبة صرع». تاريخ النشر: 1408هـ، 1988م
- «صور من حياة امرأة». تاريخ النشر: 1408هـ، 1988م
- «صور سرية للحياة الزوجية». تاريخ النشر: 1408ـ1412هـ، 1988ـ1992م
- «الزوجة الثانية». تاريخ النشر: 1410هـ، 1990م
- «بنات اليوم». تاريخ النشر: 1410هـ، 1990م
- «قالوا في المرأة». تاريخ النشر: 1411هـ، 1990م
- «مشكلات عاطفية». تاريخ النشر: 1409ـ1415هـ، 1989ـ1994م
- «زوجة وصديقة». تاريخ النشر: 1414هـ، 1993م
- «فارس الأحلام وحمار الأحلام». تاريخ النشر: 1414هـ، 1993م
- «قالو في الحب والحبيب». تاريخ النشر: 1414هـ، 1993م
- «تجاربهم مع السعادة: أكثر من 50 تجربة يرويها لك العباقرة والأدباء والمفكرون». تاريخ النشر: 13ـ1415هـ، 93ـ1994م
- «كيف تستثمر أموالك في الأسهم: عن الأسهم السعودية خاصة». تاريخ النشر: 1412هـ، 1992م
- «ليلة زفاف أم نوبة صرع». تاريخ النشر: 1413هـ، 1992م
- «ذكريات ضاحكة». تاريخ النشر: 1413هـ، 1992م
- «صور سرية للحياة الزوجية». تاريخ النشر: 1415هـ، 1994م
- «ذكريات ضاحكة». تاريخ النشر: 1415هـ، 1995م
- «بنت وحديقة وقمر». تاريخ النشر: 1415هـ، 1994م
- «فن الاستمتاع بالحياة». تاريخ النشر: 1415هـ، 1995م
- «أسوأ الأزواج وأسوأ الزوجات، مع ملحق خاص يقدم: سبيلك إلى السعادة الزوجية للرجل والمرأة». تاريخ النشر: 1415هـ، 1995م
- «جرح حمامة بيضاء: خفايا نسائية وعاطفية». تاريخ النشر: 1415هـ، 1995م
- «قالوا في المرأة». تاريخ النشر: 1417هـ، 1996م
- «الإهمال عدو الحياة الزوجية: أسباب إهمال الرجل لزوجته». تاريخ النشر: 1417هـ، 1997م
- «نساء مقهورات». تاريخ النشر: 1417هـ، 1996م
- «دليل الحب والبغض: ما الذي تحبه المرأة في الرجل، علامات حب المرأة للرجل». تاريخ النشر: 1417هـ، 1996م
- «أدباء في ضائقات مالية». تاريخ النشر: 1417هـ، 1996م
- «أفكار وحكايات في المرأة.. والحب.. والحياة». تاريخ النشر: 1417هـ، 1996م
- «صور سرية للحياة الزوجية». تاريخ النشر: 1418هـ، 1997م
- «الهم والقلق وأفضل السبل للخلاص منهما». تاريخ النشر: 1418هـ، 1997 م.
- «تعال نضحك مع الأصدقاء». تاريخ النشر: 1419 هـ، 1998 م.
- «مشكلة وحل: مشاكل اجتماعية.. مشاكل زوجية … مشاكل حب …». تاريخ النشر: 1421هـ، 2000 م
- «تأملات في المجتمع السعودي». تاريخ النشر: 1424 هـ، 2003 م
- «أفكار في شعر الإمام الشافعي». تاريخ النشر: 1424 هـ، 2003 م[8]

## وفاته
توفي الجعيثن يوم الأربعاء 23 ربيع الأول 1444هـ الموافق 19 أكتوبر 2022م، وهو في حوالي السبعين من عمره وذلك بعد معاناته مع المرض، وتقررت الصلاة على جنازته بعد صلاة العصر من اليوم التالي الخميس بجامع الجوهرة البابطين شمال الرياض.

## روابط خارجية
- مقالات عبد الله الجعيثن في العربية
- مقالات عبد الله الجعيثن في جريدة العربية